# Isla Grosa
La isla Grosa es una isla del mar Mediterráneo, perteneciente al municipio de San Javier en la Región de Murcia, a una distancia de 2,5 km de la zona norte de La Manga del Mar Menor. Tiene una superficie de 17,5 hectáreas y supera los 90 m de altitud.
Al este de la isla se sitúa un islote, también de origen volcánico, denominado El Farallón.

## Toponimia
El nombre de isla Grosa procede del catalán: "Grossa". En castellano: Isla grande.

## Geología

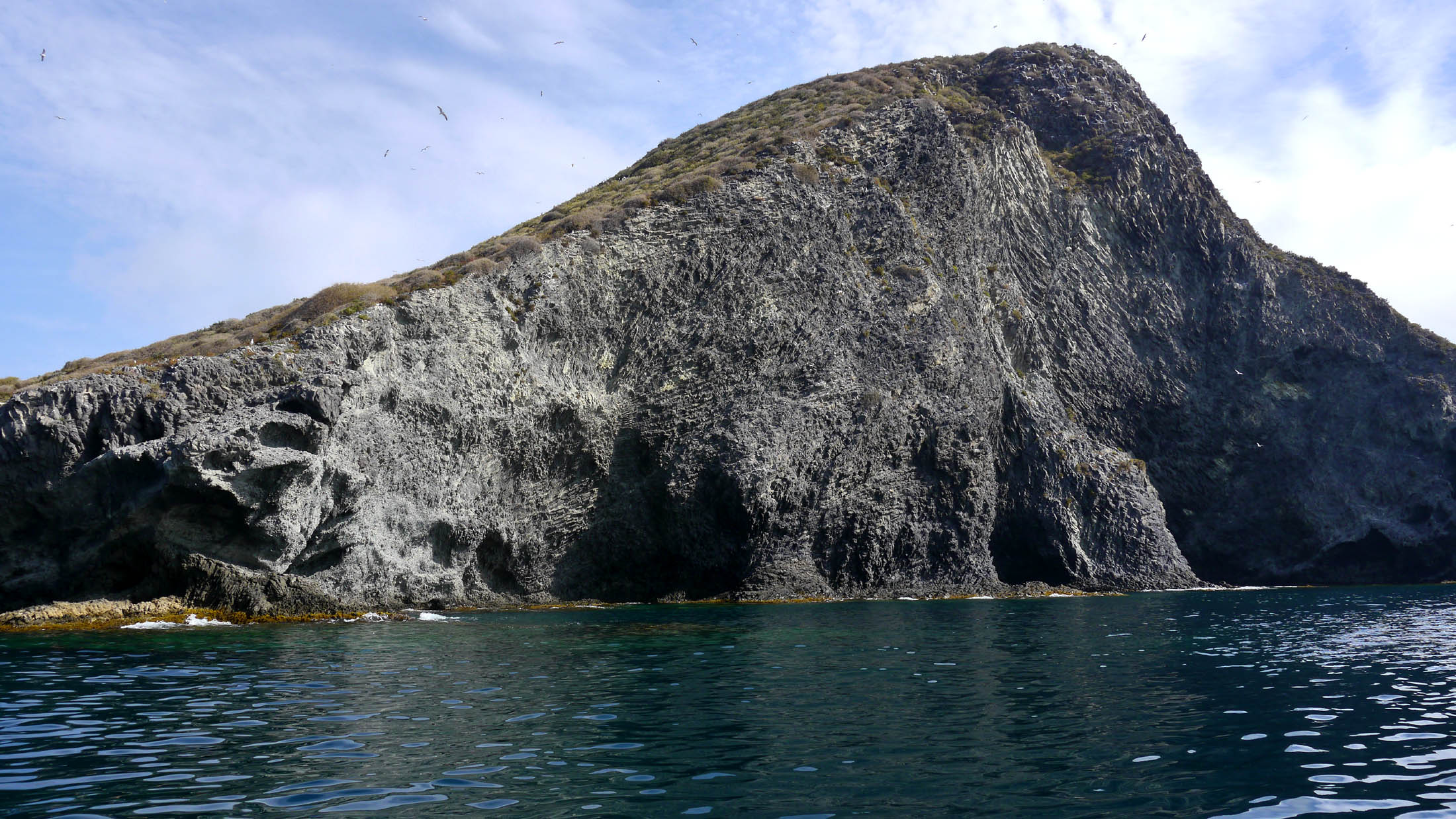
Disyunciones columnares, restos de las erupciones volcánicas que pueden observarse en los acantilados al sur de la isla.

La isla Grosa y el islote del Farallón, al igual que las islas del Mar Menor, son restos del vulcanismo cuaternario que tuvo lugar en toda la zona del Campo de Cartagena hace entre 7,2 y 6,6 millones de años, durante el mioceno. 
La isla forma un cono volcánico perfecto, pero bastante erosionado como la mayoría de los volcanes murcianos, con suelos constituidos por andesitas. En los acantilados de la cara sur de la isla son visibles ejemplos de disyunciones columnares producidos por el enfriamiento de la lava volcánica en su ascenso a la superficie.

## Flora
La isla cuenta con singulares comunidades vegetales formadas mayoritariamente por cambrón (Lycium intricatum), oroval (Withania frutescens) y algunas especies nitrófilas como las sosas
Bajo el mar se encuentra la pradera más extensa de Posidonia oceanica de todo el litoral de la Región de Murcia.

## Fauna
La isla Grosa destaca por su riqueza ornitológica. Junto a una muy numerosa colonia de gaviota patiamarilla, también anidan, entre otras aves, el paíño europeo, el cormorán moñudo, el halcón peregrino, y la gaviota de Audouin.

### Conservación de gaviota de Audouin
La Asociación de Naturalistas del Sureste junto con la Consejería de Medio Ambiente de la Región de Murcia, participaron en el proyecto LIFE Conservación de Larus audouinii en España. Isla Grosa (Murcia) (2004-2007) cuyo objetivo era reforzar la población de gaviota de Audouin (Larus audouinii) en la isla y garantizar su conservación. En esta isla se encuentra la tercera colonia más grande del mundo de esta especie, catalogada como globalmente amenazada (SPEC1) por el Species of European Conservation Concern, y es por lo tanto de conservación prioritaria en Europa.

## Protección medioambiental
La isla está protegida dentro del espacio denominado Islas e Islotes del Litoral Mediterráneo de la Región de Murcia con la categoría de parque natural, es además Zona de Especial Protección para las Aves, ZEPA, así como Lugar de Importancia Comunitaria LIC.

## Historia
La existencia de una roca, denominado "bajo de la campana" al este del Farallón, a muy pocos metros de la superficie, constituyó durante siglos un peligro para la navegación. En sus fondos se descubrieron numerosos pecios de origen fenicio y romano.
El yacimiento más importante, denominado pecio fenicio de Bajo de la Campana, es el de un barco fenicio del siglo V a. C. que se hundió con una carga constituida por lingotes de mineral de estaño y plomo, manufacturas púnicas y un conjunto de colmillos de elefante africano con inscripciones fenicias. Todo el cargamento de este barco y del resto de pecios descubiertos bajo las aguas de isla Grosa, se exponen en la actualidad en el Museo Nacional de Arqueología Subacuática de Cartagena.
La isla fue refugio de piratas berberiscos hasta el siglo XVIII.
La isla fue zona militar hasta el año 2000 y era utilizada como lugar de adiestramiento de las unidades especiales de buceadores de combate y de desactivación de explosivos del Centro de Buceo de la Armada. En el año 2000 fue cedida al gobierno de la Región de Murcia para la realización de actividades relacionadas con el medio ambiente.
Posee un embarcadero y las únicas construcciones que existen estaban asociadas a actividades militares.

## Galería de fotos

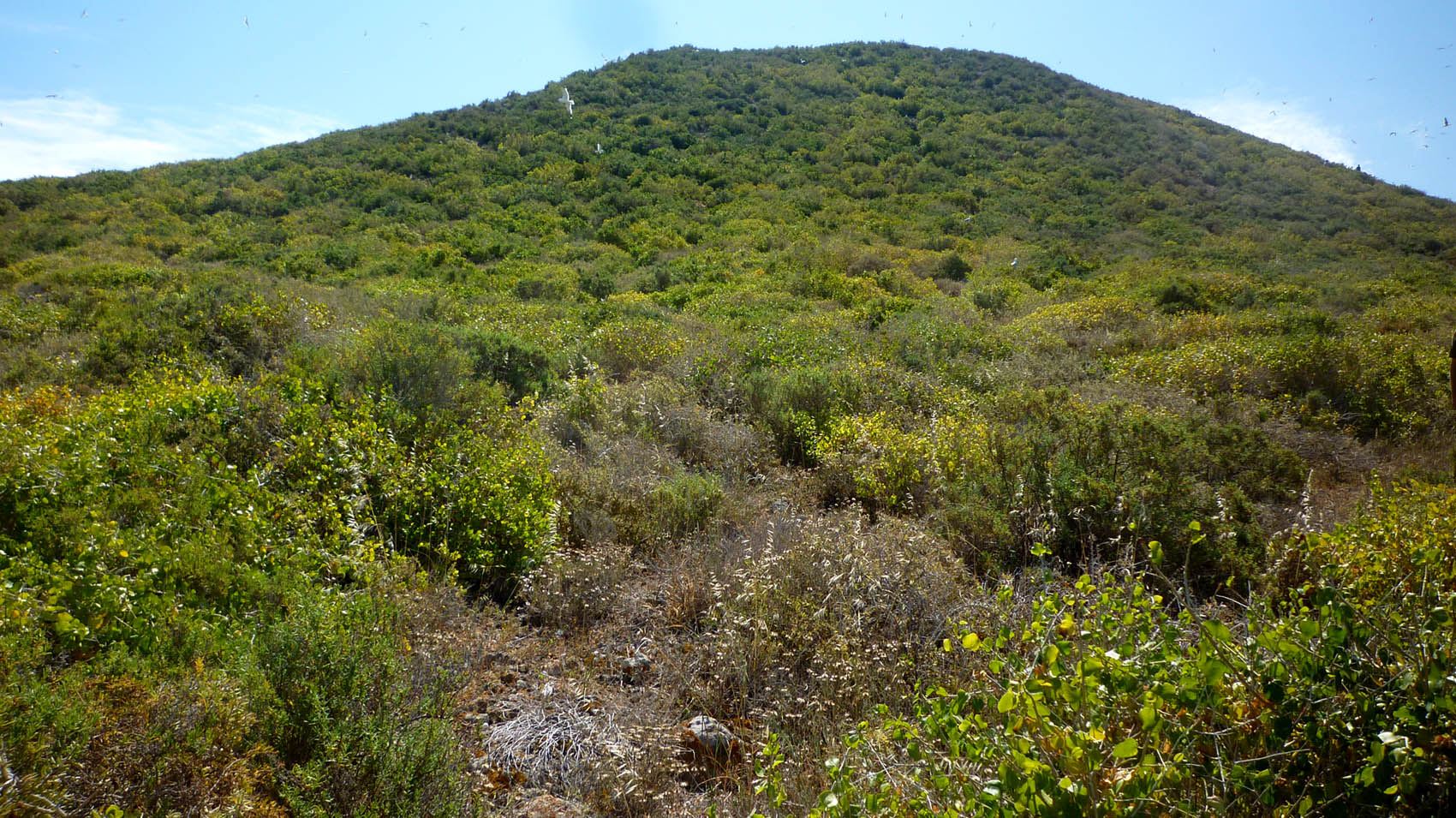
Vista de la vegetación, compuesta mayoritariamente por oroval (Withania frutescens).
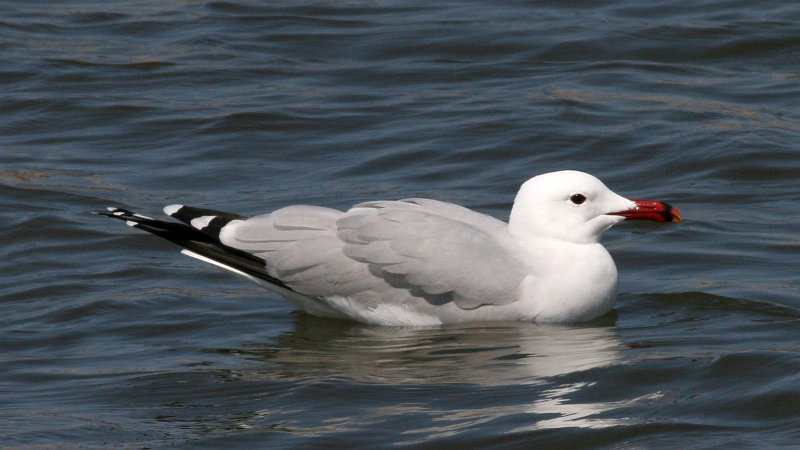
Gaviota de Audouin.
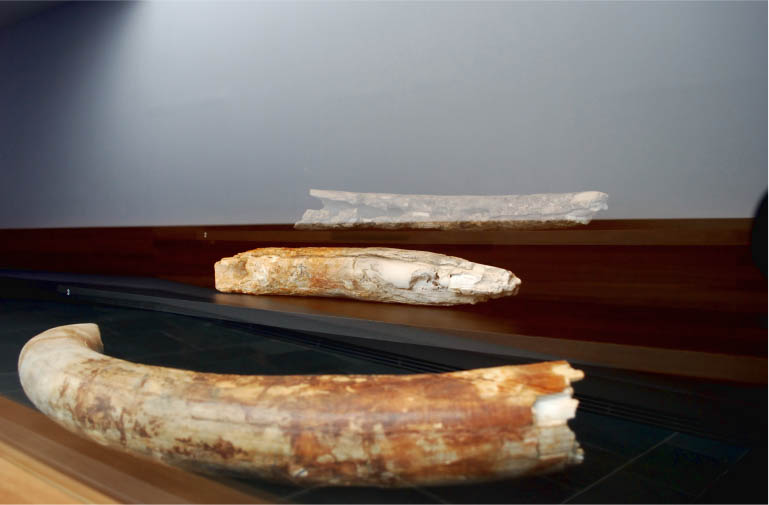
Colmillos de elefante procedentes del pecio fenicio del Bajo de la Campana.
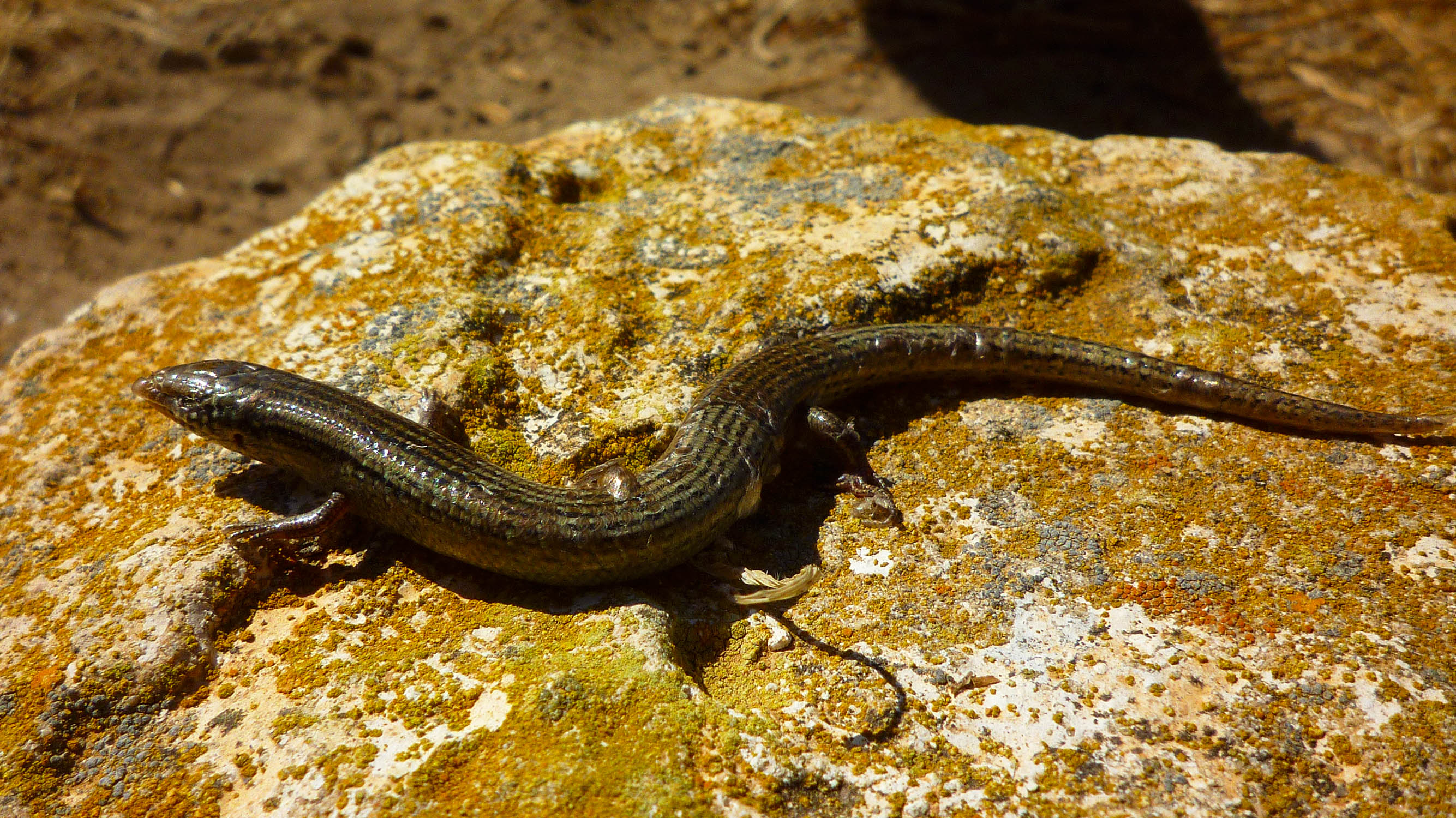
eslizón ibérico, especie de reptil presente en isla Grosa.